# Budbäraren (tidning)
Budbäraren är en månadstidning som ges ut av Evangeliska fosterlandsstiftelsen, EFS. Tidningen grundades 1857 och Bernhard Wadström var dess första redaktör. Tidningen är EFS huvudorgan.

## Historia
Genom historien har andra av EFS utgivna tidningar inlemmats i Budbäraren. 1928 slogs Missionstidning och Budbäraren ihop och publicerades under flera år under namnet Missionstidning-Budbäraren. EFS-medlemstidningen EFS.nu inlemmades i Budbäraren 2012.

## Chefredaktör
- 2008-? Erika Cyrillus
- 2014–2022 Johan Ericson
- 2022 Helena Cashin

### Fotnoter
1. ↑  ”Budbäraren” (på svenskahämtdatum=20 oktober 2017). Nationalencyklopedin. http://www.ne.se/uppslagsverk/encyklopedi/l%C3%A5ng/budb%C3%A4raren.